# Фаца-Абрудулуй
Фаца-Абрудулуй (рум. Fața Abrudului) — село у повіті Алба в Румунії. Адміністративно підпорядковане місту Кимпень.
Село розташоване на відстані 318 км на північний захід від Бухареста, 50 км на північний захід від Алба-Юлії, 63 км на південний захід від Клуж-Напоки.

## Населення
За даними перепису населення 2002 року у селі проживали 150 осіб, усі — румуни. Усі жителі села рідною мовою назвали румунську.